# من غير أمل (فلم)
من غير أمل  فيلم دراما رومانسي للمخرج حسن رضا عام 1963  كتب السيناريو والحوار كامل يوسف وكامل حفناوي. الفيلم من بطولة كمال الشناوي، مديحة يسري، شويكار، محمود المليجي، عبد المنعم إبراهيم وعباس فارس. تدور الأحداث حول قصة حب تنشأ بين طالب الهندسة أحمد وجارته الممرضة صفية التي تسقط مريضة عندما يتخلى عنها حبيبها ليتزوج من ابنة مدير الشركة التي التحق بها ويتحول حبهم إلى حب من غير أمل.
صدر الفيلم إلى دور العرض المصرية في 23 يونيو 1963.
منح موقع قاعدة بيانات الأفلام العربية «السينما.كوم» الفيلم درجة 4.8/ 10.

## طاقم التمثيل
كمال الشناوي: في دور أحمد منصور
مديحة يسري: في دور صفية (الممرضة جارة أحمد)
محمود المليجي: في دور عبد السلام رفعت (المليونير مدير شركة المقاولات العربية)
شويكار: في دور شريفة عبد السلام (ابنة مدير شركة المقاولات العربية)
عبد المنعم إبراهيم: في دور مدحت (صديق أحمد المقرب)
عباس فارس: في دور الدكتور عزيز (صديق عبد السلام)
عبد العليم خطاب: في دور فرج (زوج شقيقة صفية)
نعيمة وصفي: في دور شقيقة صفية (زوجة فرج)
عبد المنعم بسيوني: في دور جلال (سكرتير مدير شركة المقاولات)
جمعة إدريس: في دور جمعة (طباخ بيت أحمد وشريفة)
عباس رحمي: في دور موظف بشركة المقاولات
عبد العظيم كامل: في دور موظف بشركة المقاولات
سهام سامي: في دور ممرضة (زميلة صفية)
سهير عزت: في دور ممرضة (زميلة صفية)

## أحداث الفيلم
تعمل الشابة صفية (مديحة يسري) ممرضة وتغادر المستشفى دائما في ساعة بعينها لتلتقي عند مدخل بيتها مع جارها الشاب أحمد (كمال الشناوي) ولكن ينعقد لسانها كما ينعقد لسانها أيضا عن التصريح لها بحبه. تعيش صفية مع شقيقتها الكبيرة (نعيمة وصفي) وزوجها فرج (عبد العليم خطاب) الذي يفضل أن تظل صفية دون زواج لمساعدته في مصاريف بيته، وتظل صفية تحرر رسائل حب لأحمد دون أن ترسلها وتحتفظ بها في صندوق تخفيه عن العيون.
يدرس أحمد بكلية الهندسة ويعمل في مطعم «رومانتيك» للمأكولات السريعة ليتمكن من مواجهة مصاريف معيشته ودراسته، بينما يحاول صديقه مدحت (عبد المنعم إبراهيم) أن يجذبه إلى الحياة الصاخبة الطائشة دون جدوى. يصاب مدحت في حادث سيارة وهو في حالة سكر ويفيق ليجد نفسه مصاباً في المستشفى حيث تقوم على رعايته الممرضة صفية. يسارع أحمد للإطمئنان على صديقه في المستشفى حيث يجد حبيبته صفية، ويدفعه مدحت للمغادرة بصحبة صفية بعد ما لاحظه من عاطفة متبادلة بين الاثنين. تبدأ لقاءات أحمد وصفية التي تخبره بأنها قد أشترت قطعة أرض ومازالت تسدد أقساطها وتطلب منه أن يقيم عليها مبنى بعد تخرجه. تقوم صفية بمساندة أحمد وتشجيعه على الدراسة ولكن فرج يلاحظ غيابها المتكرر عن البيت ويعنفها وتنصحها شقيقتها بالحذر. يتخرج أحمد من كلية الهندسة ويخبره مدحت بأنه أعد له مقابلة مع قريب له هو المليونير عبد السلام رفعت (محمود المليجي) صاحب شركة المقاولات العربية، ويسارع أحمد لمقابلة المليونير وعند موقع الشركة تمر سيارة مسرعة تقودها شابة جميلة وتتسبب في تناثر الماء والطين من الطريق على ملابسه. يثور أحمد ويصرخ في وجه الشابة التي تصفعه على وجهه ولا يتردد أحمد في رد الصفعة للفتاة. يصعد أحمد ويلتقي بمدير الشركة وهو يعتذر عن اتساخ ملابسه ويشرح ما حدث، وهنا تندفع نفس الشابة الجميلة إلى غرفة المدير ويكتشف أحمد أنها شريفة عبد السلام رفعت (شويكار) ابنة المدير. ينسحب أحمد سريعاً وهو يعتقد بأنه خسر فرصة العمل ولكن شريفة ترسل جلال (عبد المنعم بسيوني)، سكرتير المدير، ليستدعي أحمد وتعتذر له وتطلب من والدها توظيفه بالشركة. يعود أحمد سعيداً بوظيفته الجديدة ويصطحب صفية إلى موقع الأرض التي تملكها ويعدها ببناء عليها بيت يجمعهم إلى الأبد. يتصادف لقاء أحمد بشريفة التي تصحبه إلى مزاد علني وهناك تحصل على «فازة» للزهور بمبلغ مائة جنية ويتسبب حضور هذا المزاد في تأخر أحمد عن موعد ذهابه إلى بيت صفية لخطبتها. وبعد طول انتظار من صفية، يصل أحمد ويقبل فرج، زوج الشقيقة، الخطوبة بعد أن حذرته زوجته من الرفض. يقيم عبد السلام حفل عيد ميلاد شريفة ويلتقي أحمد هناك بالدكتور عزيز (عباس فارس) الصديق الحميم لعبد السلام. تقوم شريفة بمحاولة تعليم أحمد الرقص، كما تشجعه على تناول الخمر مما يؤدي إلى اهتزاز حركة أحمد، الذي لم يعتاد شرب الخمور، ويطيح بالفازة لتسقط على الأرض وتتهشم، ويغادر أحمد المكان خجلاً. يحاول أحمد الاعتذار وتطلب منه شريفة أن يلقاها في نادي «التوفيقية» ليقدم اعتذاره، وتبدأ لقاءات أحمد وشريفة تتكرر، كما تبدأ لقاءات أحمد وصفية تتضائل. تصارح شريفة والدها بحبها لأحمد وتدفع أحمد لطلب يدها من والدها، ولكن أحمد يطلب منها أن يكون زواجهم دون حفلة كبيرة، ومن ناحية أخرى يخبر صفية أنه مسافر في مهمة عمل، وتسلمه صفية خطاباتها القديمة التي لم تقوى على ارسالها اليه ليظل يذكرها في سفره. يتم الزواج ويظهر الخبر في الصحيفة التي يطالعها فرج فيقوم بإبلاغ صفية التي تشعر بألم حاد في صدرها. ينال أحمد ترقية في عمله، وتحمل شريفة ولكن انشغال أحمد وعدم التفاته لحياته مع شريفة يثير غضبها، بينما يحاول مدحت إصلاح إنكسار قلب وحياة صفية وخصوصاً بعد تركها عملها في المستشفى خجلاً من زميلاتها، ويقوم مدحت بإلحاق صفية للعمل بمستشفى الدكتور عزيز. تتوتر العلاقة بين أحمد وشريفة حتى تفاجئه ذات مرة يطالع خطابات صفية القديمة فتنهار وتسارع بخطاب صفية لتقدمه لوالدها ولكن أحمد يعترضها وتحدث مشادة وتسقط شريفة من أعلى الدرج. يتم تنويمها في مستشفى الدكتور عزيز مصابة بنزيف حاد. يكتشف أحمد أن صفية تعمل في المستشفى وتقوم على تمريض شريفة. يعرض عبد السلام المال على أحمد ليطلق شريفة ولكنه يرفض المال ويطلقها ويستقيل من شركة عبد السلام. يشعر باليأس والندم للتخلي عن صفية فيذهب لبيتها ولكنها ترفض العودة لحبه. تمرض صفية وتطلب أن تذهب إلى مكان تعتقد أنه سيعيد لها صحتها وحياتها، وعندما تصل إلى الأرض التي وعدها أحمد أن تكون موقع بيتهم، وتشعر بألم صدرها وتجد أحمد هناك ويأخذها بين ذراعيه لتموت وهي راضية.

## وصلات خارجية
- من غير أمل على موقع IMDb (الإنجليزية)
- من غير أمل على موقع الدهليز
- من غير أمل على موقع قاعدة بيانات الأفلام العربية
- من غير أمل على موقع الدهليز
- من غير أمل على موقع كاروهات

https://www.filmweb.pl/film/Min+gheir+amal-1963-470986 من غير أمل (فلم)